# Цзі Сіньцзє
Цзі Сіньцзє (27 жовтня 1997) — китайський плавець.
Призер Чемпіонату світу з плавання на короткій воді 2018 року.
Призер Азійських ігор 2018 року.